# Mesagraecia gorochovi
Mesagraecia gorochovi är en insektsart som beskrevs av Sigfrid Ingrisch 1998. Mesagraecia gorochovi ingår i släktet Mesagraecia och familjen vårtbitare. Inga underarter finns listade i Catalogue of Life.